# Prêmio Contigo! de TV de Melhor Par Romântico
O Prêmio Contigo! de TV de Melhor Par Romântico foi um prêmio oferecido entre 1996 e 2008 pela Revista Contigo!.

## Vencedores
| 1996                                               | Letícia Spiller & Marcelo Novaes       | Quatro por Quatro    |
| 1997                                               | Letícia Spiller & Leonardo Brício      | O Rei do Gado        |
| 1998                                               | Eduardo Moscovis & Carolina Ferraz     | Por Amor             |
| Não houve premiação entre 1999 a 2002.             |                                        |                      |
| 2002                                               | Murilo Benício & Giovanna Antonelli    | O Clone              |
| 2003                                               | Priscila Fantin & Reynaldo Gianecchini | Esperança            |
| 2004                                               | Carolina Dieckmann & Erik Marmo        | Mulheres Apaixonadas |
| 2005                                               | Taís Araújo & Reynaldo Gianecchini     | Da Cor do Pecado     |
| 2006                                               | Murilo Rosa & Eliane Giardini          | América              |
| 2007                                               | Paolla Oliveira & Thiago Fragoso       | O Profeta            |
| 2008                                               | Camila Pitanga & Wagner Moura          | Paraíso Tropical     |
| A categoria não foi apresentada entre 2009 e 2018. |                                        |                      |
| 2019                                               | Grazi Massafera & Rômulo Estrela       | Bom Sucesso          |

## Mais premiados
| Atores               | Prêmios |
| -------------------- | ------- |
| Letícia Spiller      | 2       |
| Reynaldo Gianecchini | 2       |